# Дингслебен
Дингслебен (нем. Dingsleben) — община в Германии, в земле Тюрингия.
Входит в состав района Хильдбургхаузен. Подчиняется управлению Фельдштайн. Население составляет 267 человек (на 31 декабря 2010 года). Занимает площадь 8,44 км².